# Sietas Typ 114
Der Typ 114 ist ein Containerschiffstyp der Sietas-Werft in Hamburg-Neuenfelde, der von 1981 bis 1983 in acht Einheiten gefertigt wurde. Das letzte Schiff dieser Baureihe wurde im Frühjahr 2020 in Alang verschrottet.

## Geschichte
Das Typschiff Amaranta lieferte die Sietas-Werft am 1. Oktober 1981 an die Hamburger Reederei Peter Döhle ab. Das zweite Schiff der Baureihe, die Westerland, erhielt am 14. November 1981 die Rendsburger Reederei Hans Peterson & Söhne. Die in Tuxpan ansässige mexikanische Tecomar S.A. übernahm am 30. März 1982 mit der Tuxpan und am 25. Mai 1982 mit der Tumilco zwei Einheiten, die sie im Liniendienst von Veracruz über Houston nach Antwerpen und Bremen einsetzte. Das fünfte Schiff der Serie, die Alexander Schröder, ging am 28. Oktober 1982 an die Hamburger Reederei Richard Schröder. Die von der Braker Reederei Hans Beilken bestellte Pacific und die von der Eckernförder Reederei Wolf-Rüdiger Bluhm georderte David Bluhm waren vor Fertigstellung an die französische Compagnie Maritime d’Affrètement (CMA) verchartert worden und wurden am 27. Dezember 1982 mit dem Namen Ville de Lumiere beziehungsweise am 13. März 1983 mit dem Namen Ville de D'Aurore von der Werft abgeliefert. Die Ablieferung des letzten Schiffs, das die Hamburger Reederei Klaus tom Wörden als Ursus in Auftrag gegeben hatte, erfolgte am 22. April 1983 mit dem Charternamen Aqaba Crown. Es kam zunächst im Liniendienst für die britische Reederei Cunard auf der Cunard Arabian Middle East Line (C.A.M.E.L) von Felixstowe ins Rote Meer zum Einsatz, wo planmäßig Akaba, Dschidda, Port Sudan und Hodeida angelaufen wurden.
Die Tuxpan ging zwischen dem 24. Februar und dem 28. Februar 1987 mit 27 Besatzungsmitgliedern spurlos im Atlantik verloren. Sie hatte Bremen am 16. Februar mit Zielhafen Houston verlassen und am 24. Februar gegen 15:30 Uhr letztmals eine Positionsangabe rund 1000 Seemeilen nordöstlich von Bermuda gesendet (35°N, 49°W). Im betreffenden Gebiet herrschte ein orkanartiger Sturm mit Windstärke 11 sowie sehr hoher Seegang der Stärke 8. Nachträglich wurde bekannt, dass sich die Tuxpan beim Auslaufen aus Bremen in einem seeuntüchtigen Zustand befunden hatte.
Die Alexandria (ehemals Alexander Schröder) sank am 30. Juni 1995 in der Koreastraße rund elf Seemeilen südlich von Busan auf Position 34°54′N, 129°02′E. Sie war nach dem Auslaufen aus Busan mit dem chinesischen Frachter Xin Hua 7 (IMO 8032803) kollidiert. Alle 24 Besatzungsmitglieder der Alexandria konnten lebend geborgen werden.
Die Umfolozi (ehemals Pacific) kollidierte in der Nacht vom 16. auf den 17. September 2005 beim Auslaufen aus Walvis Bay mit dem Saugbaggerschiff Ingwenya (IMO 8019289), wobei sie an der Steuerbordseite aufgerissen wurde. Der Riss erstreckte sich über alle Laderäume und den Maschinenraum. Das Schiff kehrte in den Hafen zurück und sackte dort infolge des Wassereinbruchs am Kai des Containerterminals auf Grund ab. Die Umfolozi wurde anschließend zum Totalverlust erklärt und in diesem Zustand verkauft. Der neue Eigner ließ das Schiff reparieren und brachte es 2006 als Michael S erneut in Fahrt.

## Technik

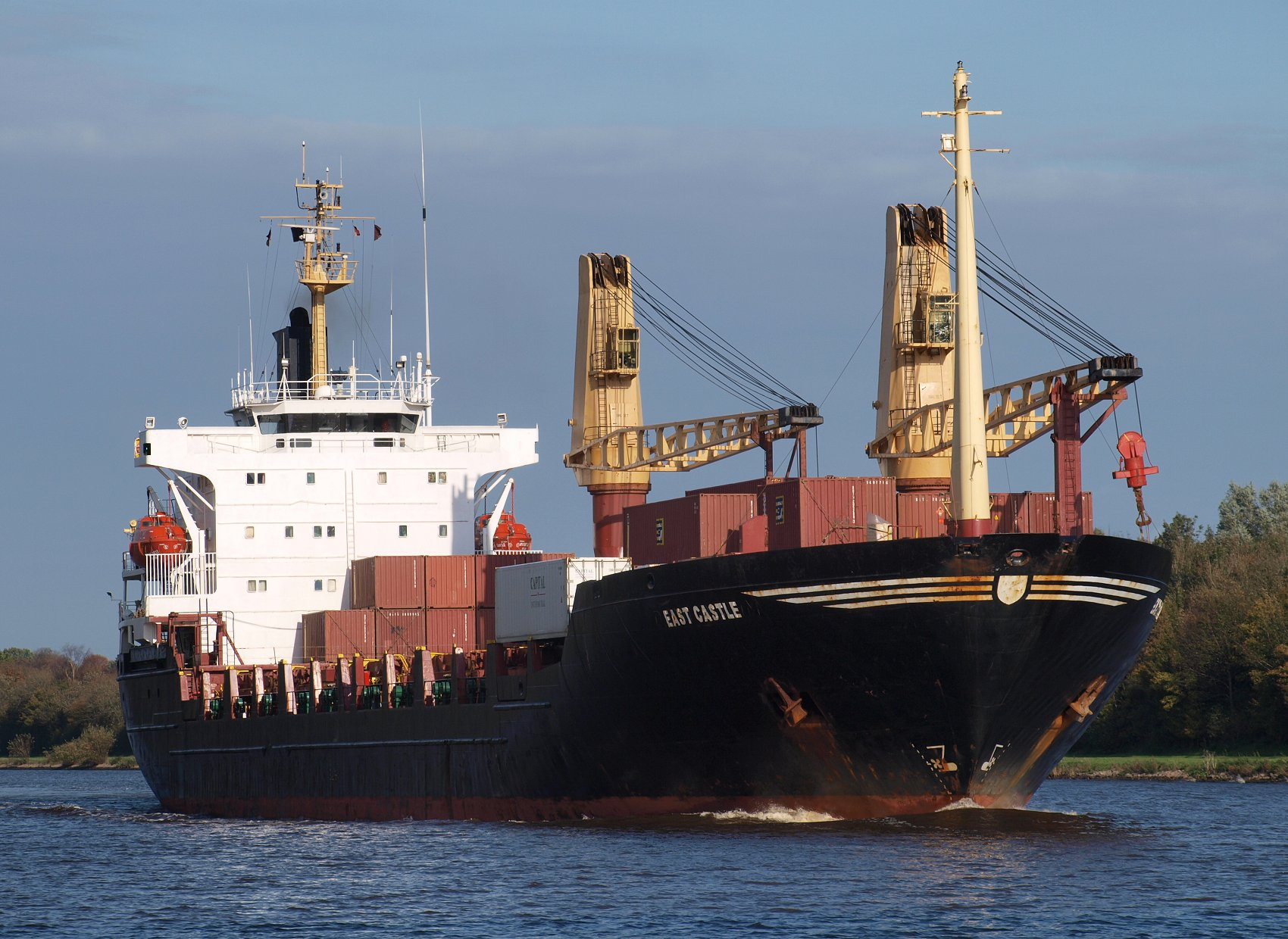
Die East Castle (ehemals David Bluhm) im Jahr 2011

Der Typ 114 wurde in Sektionsbauweise gefertigt und stellt eine verlängerte Version des Typs 113 dar. Er hatte eine Gesamtlänge von 133,30 m (122,96 m Lpp, 129,38 m Freibordlänge) und eine Breite von 20,20 m. Die Höhe vom Kiel bis zum Oberdeck betrug 11,40 m, der maximale Tiefgang 8,67 m. Alle Schiffe der Serie besaßen zwei an Backbord montierte NMF-Kräne mit einer Traglast von jeweils 35 t. Die drei kastenförmigen Laderäume mit einem Rauminhalt von zusammen 15.625 m³ (14.911 m³ Ballenraum) waren mit verstärkten Faltlukendeckeln des Herstellers MacGregor ausgerüstet. Die Luke des vorderen Laderaums, der im Bereich des Vorschiffs lag, war 6,30 m lang und 13,00 m breit. Die Größe der beiden anderen Luken betrug jeweils 37,80 m × 15,30 m. Der Typ 114 konnte bis zu 605 20-Fuß-Standardcontainer (TEU) stauen, davon 286 TEU in den Laderäumen und 319 TEU an Deck. Alternativ war eine Beladung mit maximal 266 40-Fuß-Containern (FEU) plus 69 TEU möglich, davon 132 FEU plus 22 TEU in den Laderäumen und 134 FEU plus 37 TEU an Deck. An Bord waren Anschlüsse für 50 Kühlcontainer vorhanden.
Die zwei von Tecomar georderten Schiffe Tuxpan und Tumilco unterschieden sich in einigen Details von den anderen Einheiten. Um die Umläufe nach Europa auch ohne eine dortige Betankung absolvieren zu können, waren einige ihrer Ballasttanks in zusätzliche Treibstofftanks umgewandelt worden. Zudem hatten beide Schiffe auf Wunsch der Reederei eine modifizierte Tankdecke erhalten, deren Entwurf vom kürzeren Typ 113 übernommen wurde. Die Tankdecke wies keine durchgängig gleichmäßige Neigung auf, sondern besaß in ihrem Verlauf zwei stufenförmige 90-Grad-Absätze. Diese bauliche Modifikation führte zu konstruktionsbedingten Problemen, weil sich die Steifigkeit der zwei Schiffe dadurch verringerte. Bereits kurz nach der Ablieferung traten bei ihnen zahlreiche Risse unter anderem in der Tankdecke, den höher gelegenen Ballasttanks („Wing Tanks“) und den Lukendeckeln auf.
Bei Ablieferung waren die beiden Tecomar-Schiffe mit 8.350 BRT vermessen worden, alle anderen Einheiten der Baureihe mit rund 7.900 BRT. Die Tragfähigkeit der Typ-114-Schiffe variierte geringfügig und lag zwischen 11.708 dwt (Westerland) und 11.847 dwt (Amaranta). Die David Bluhm wurde nach ihrer Anfangscharter noch im Jahr 1983 als Wechselschiff eingetragen und mit 4.325 BRT sowie 8.500 dwt als Schutzdecker beziehungsweise mit 7.892 BRT sowie 11.745 dwt als Volldecker erfasst. Eine Registrierung der Westerland als Wechselschiff erfolgte im Jahr 1986 mit 4.384 BRT und 8.511 dwt als Schutzdecker beziehungsweise mit 7.897 BRT und 11.708 dwt als Volldecker. Mitte der 1990er Jahre wurden die David Bluhm sowie die Pacific mit 8.328 BRZ, die Tumilco mit 8.350 BRZ, die Ursus mit 8.386 BRZ, die Amaranta mit 8.388 BRZ und die Westerland mit 8.389 BRZ neu vermessen.
Die meisten Schiffe der Baureihe wurden von einem 4.411 kW (5.997 PS) leistenden Sechszylinder-Viertakt-Dieselmotor des Typs MaK 6M 601AK angetrieben, der auf einen Verstellpropeller wirkte. Abweichend davon erhielten die Tuxpan sowie die Tumilco einen Sechszylinder-Viertakt-Dieselmotor des Typs MaK 6MU 601AK mit 6.002 kW (8.160 PS) und die Westerland einen Hitachi-B&W Fünfzylinder-Zweitakt-Dieselmotor mit 4.413 kW (6.000 PS) Leistung. Für An- und Ablegemanöver besaßen die Schiffe ein elektrisch angetriebenes Bugstrahlruder mit 368 kW Leistung.

## Die Schiffe
| Sietas Typ 114     | Sietas Typ 114 | Sietas Typ 114 | Sietas Typ 114                    | Sietas Typ 114                   | Sietas Typ 114 |
| Bauname            | Bau- nummer    | IMO- Nummer    | Kiellegung Stapellauf Ablieferung | Auftraggeber                     | Umbenennungen und Verbleib |
| ------------------ | -------------- | -------------- | --------------------------------- | -------------------------------- | --- |
| Amaranta           | 827            | 8027913        | 14.05.1981 17.07.1981 01.10.1981  | Peter Döhle, Hamburg             | 1985 Vida → 3/1990 Amaranta → 4/1990 OOCL Accord → 1992 Amaranta → 1995 Argonaut → 1999 Saipan Skipper, am 30. Januar 2013 zum Abbruch in Alang eingetroffen |
| Westerland         | 826            | 8100698        | 16.06.1981 18.09.1981 14.11.1981  | Hans Peterson & Söhne, Rendsburg | 1986 Maersk Astro → 1988 Eagle Cloud → 1990 Westerland → 1997 Jaya Mercury → 1999 Saipan Carrier, am 6. November 2012 zum Abbruch in Alang eingetroffen und dort am 17. November 2012 auf den Strand gesetzt |
| Tuxpan             | 818            | 8100674        | xx.xx.1981 06.02.1982 30.03.1982  | Tecomar S.A., Tuxpan             | seit dem 24. Februar 1987 im Atlantik vermisst, letzte Positionsmeldung rund 1000 Seemeilen nordöstlich von Bermuda |
| Tumilco            | 928            | 8100686        | xx.xx.1982 18.04.1982 25.05.1982  | Tecomar S.A., Tuxpan             | 1991 Johanna → 1994 Maersk Shandong → 1994 Johanna → 1996 CMBT Kilimanjaro → 1998 Johanna → 2001 Banga Biraj, im Mai 2010 in Port Klang beschlagnahmt, dort verblieben und im Juli 2017 dort abgebrochen |
| Alexander Schröder | 902            | 8111908        | 07.06.1982 20.08.1982 28.10.1982  | Richard Schröder, Hamburg        | 1984 Maersk Bravo → 1985 Alexander Schröder → 1986 Alexandria → 1987 Independent Spirit → 1988 Alexandria → 1988 Eagle Bay → 1995 Alexandria, am 30. Juni 1995 nach Kollision mit dem Frachter Xin Hua 7 in der Koreastraße auf Position 35.54N/129.02E gesunken |
| Pacific            | 842            | 8116738        | xx.xx.1982 20.09.1982 27.12.1982  | Hans Beilken Brake               | abgeliefert als Ville de Lumiere → 1983 Dhaulagiri → 10/1988 Pacific → 12/1988 Eagle Comet → 3/1994 Caroline J. → 5/1994 Maersk Asia Tertio → 9/1994 Umfolozi → 2006 Michael S → 2006 Super Carrier → 2009 Malmo, am 19. September 2015 zum Abbruch in Alang eingetroffen |
| David Bluhm        | 856            | 8215778        | 14.12.1982 22.01.1983 13.03.1983  | Wolf-Rüdiger Bluhm, Eckernförde  | abgeliefert als Ville de D'Aurore → 1983 Annapura → 1988 Eagle Sea → 1990 OOCL Affluence → 1992 David Bluhm → 1993 Eagle Prosperity → 1999 Range → 2008 Ameglia Star → 2009 East Castle → 2013 Amneh-F, am 17. November 2015 zum Abbruch in Alang eingetroffen und dort am 26. November 2015 auf den Strand gesetzt                                                                        |
| Ursus              | 912            | 8215780        | 24.01.1983 04.03.1983 22.04.1983  | Klaus tom Wörden, Gräpel         | abgeliefert als Aqaba Crown → 1986 Cape York → 1988 Ursus → 1990 ZIM Kingstown III → 1/1993 Ursus → 4/1993 Ursus Delmas → 1994 Maersk Kingston → 7/1995 FMG Cartagena → 11/1995 Oribi → 1998 CMBT Limpopo → 2001 Sofala → 2006 Adria Celeste → 2007 Sestri Star → 2015 Lady Massa, am 31. Januar 2020 zum Abbruch in Alang eingetroffen und dort am 7. Februar 2020 auf den Strand gesetzt |